# Ciudad de Soller
Il Ciudad de Soller è un traghetto appartenente alla compagnia di navigazione Grimaldi Trasmed.

## Servizio
Varato il 1º febbraio 1998 nel cantiere navale Astilleros Españoles di Puerto Real con il nome di Finnclipper e consegnato il 19 maggio 1999 alla Stena Rederi Ab, viene subito venduto il 19 maggio al cantiere navale Poseidon Schiffahrts AG di Lubecca per 81 milioni di dollari.
Il 10 giugno 1999 prende servizio nei collegamenti tra Helsinki e Travemünde.
Il 19 dicembre 2001 viene trasferito alla finlandese Finnlines.

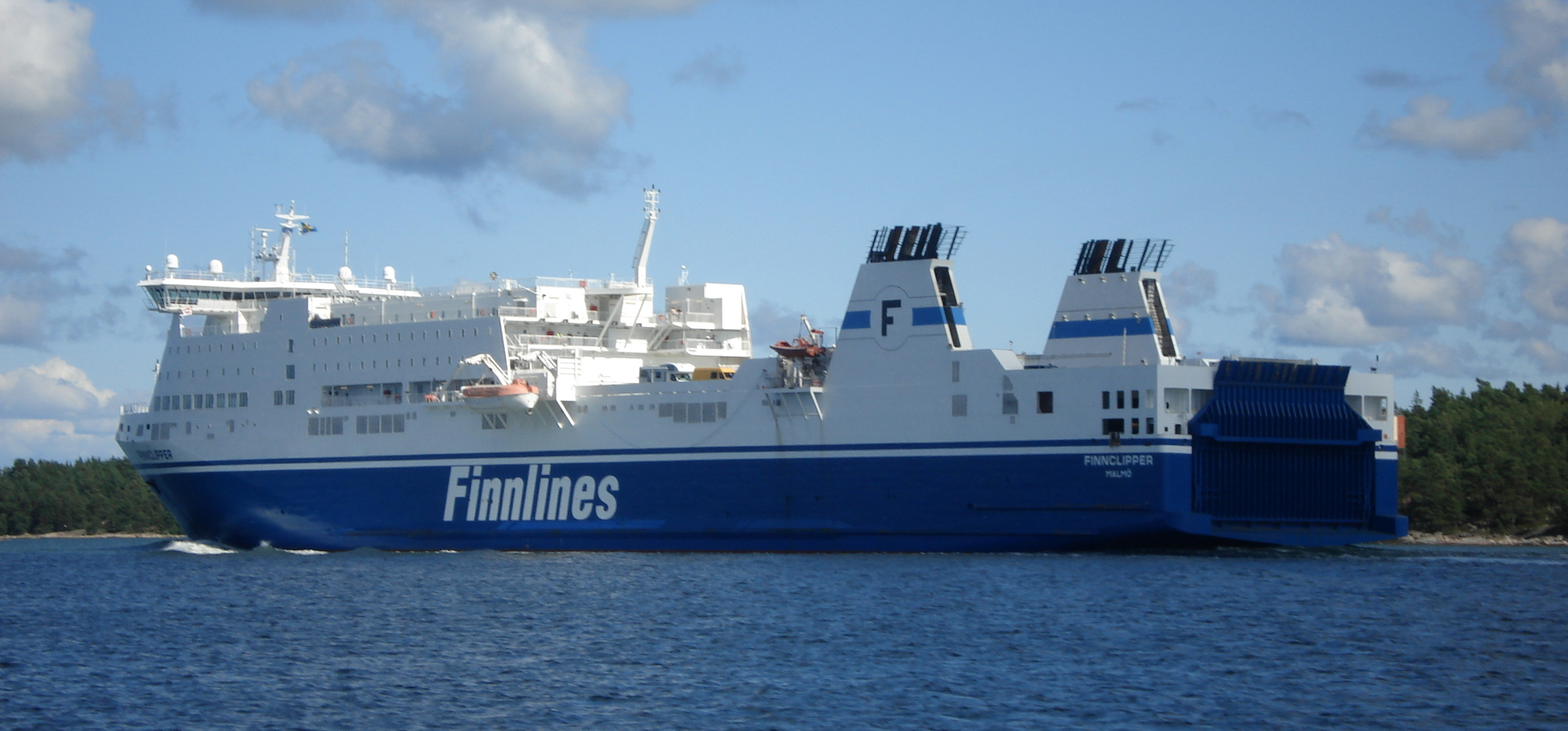
Il Finnclipper in navigazione verso Naantali nel 2007.

Il 7 gennaio 2003 viene trasferito nei collegamenti tra Naantali e Kappelskär sotto le insegne della FinnLink.
Il 20 gennaio 2004 si arena al largo di Kappelskär, riuscendo tuttavia a liberarsi poche ore dopo con la propria propulsione. Il traghetto, parzialmente danneggiato allo scafo, viene successivamente riparato ai Neptun Werft di Rostock. Dal 2 marzo torna regolarmente in servizio.
Il 2 gennaio 2005 viene trasferito nei collegamenti tra Malmö e Travemünde sotto le insegne della Nördo-Link.
Il 2 gennaio 2006 torna in servizio sulla Kappelskär-Naantali sotto le insegne della FinnLink.

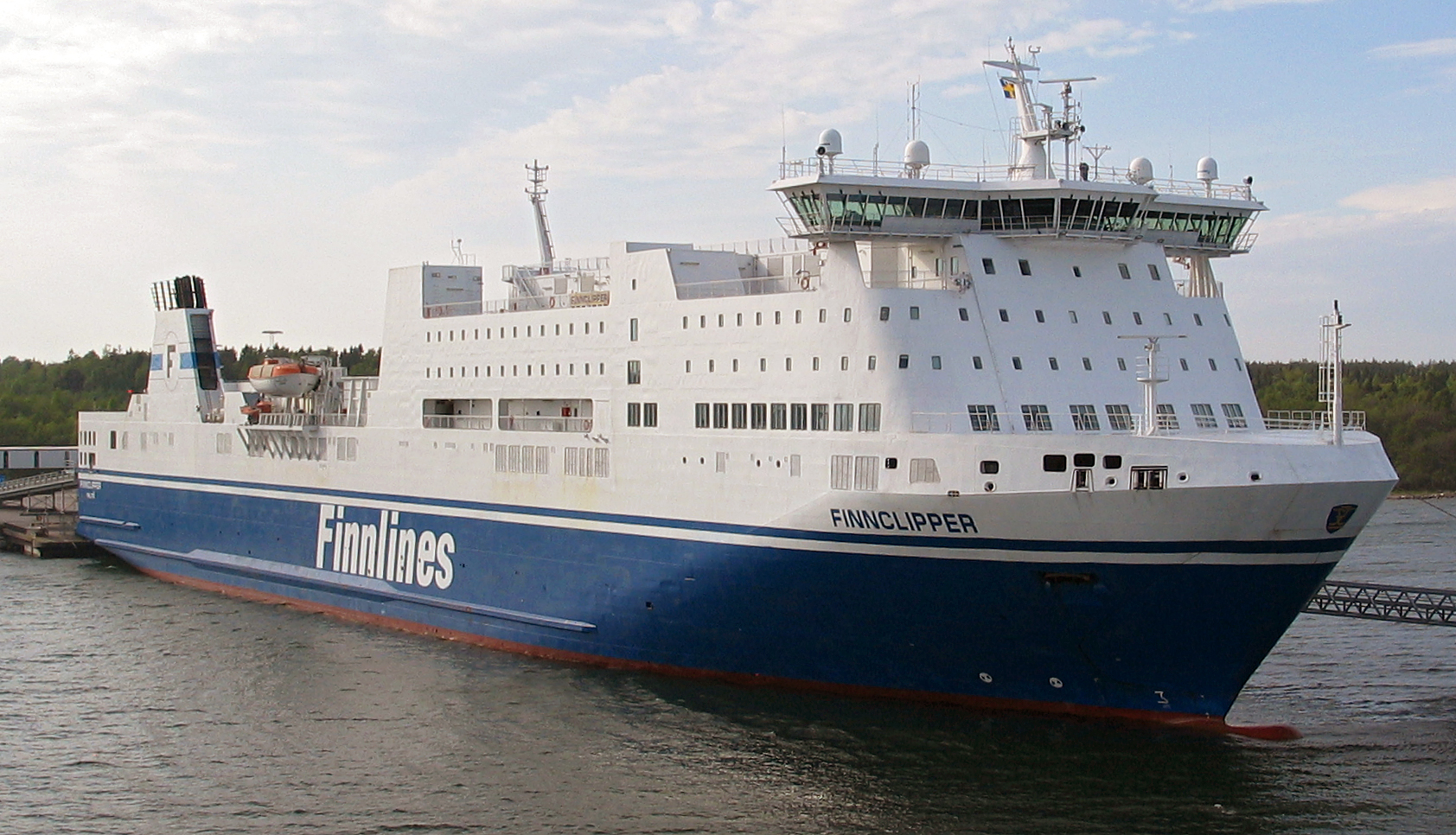
Il Finnclipper in evoluzione a Kappelskär nel 2009.

Il 18 febbraio 2012 prende servizio nei collegamenti Helsinki ed Aarhus.
Dal 21 al 22 febbraio 2012 opera nei collegamenti tra Malmö e Travemünde.
Il 23 febbraio 2012 prende servizio nei collegamenti tra Lubecca, Mukran, Ventspils e San Pietroburgo. Il 29 febbraio torna sulla Malmö-Travemünde.
Dal 16 maggio 2015 opera nei collegamenti tra Naantali, Långnäs e Kappelskär.
Il 4 febbraio 2016 torna in servizio nei collegamenti tra Malmö e Travemünde.
Il 21 maggio 2016 torna in servizio nei collegamenti tra Naantali, Långnäs e Kappelskär.

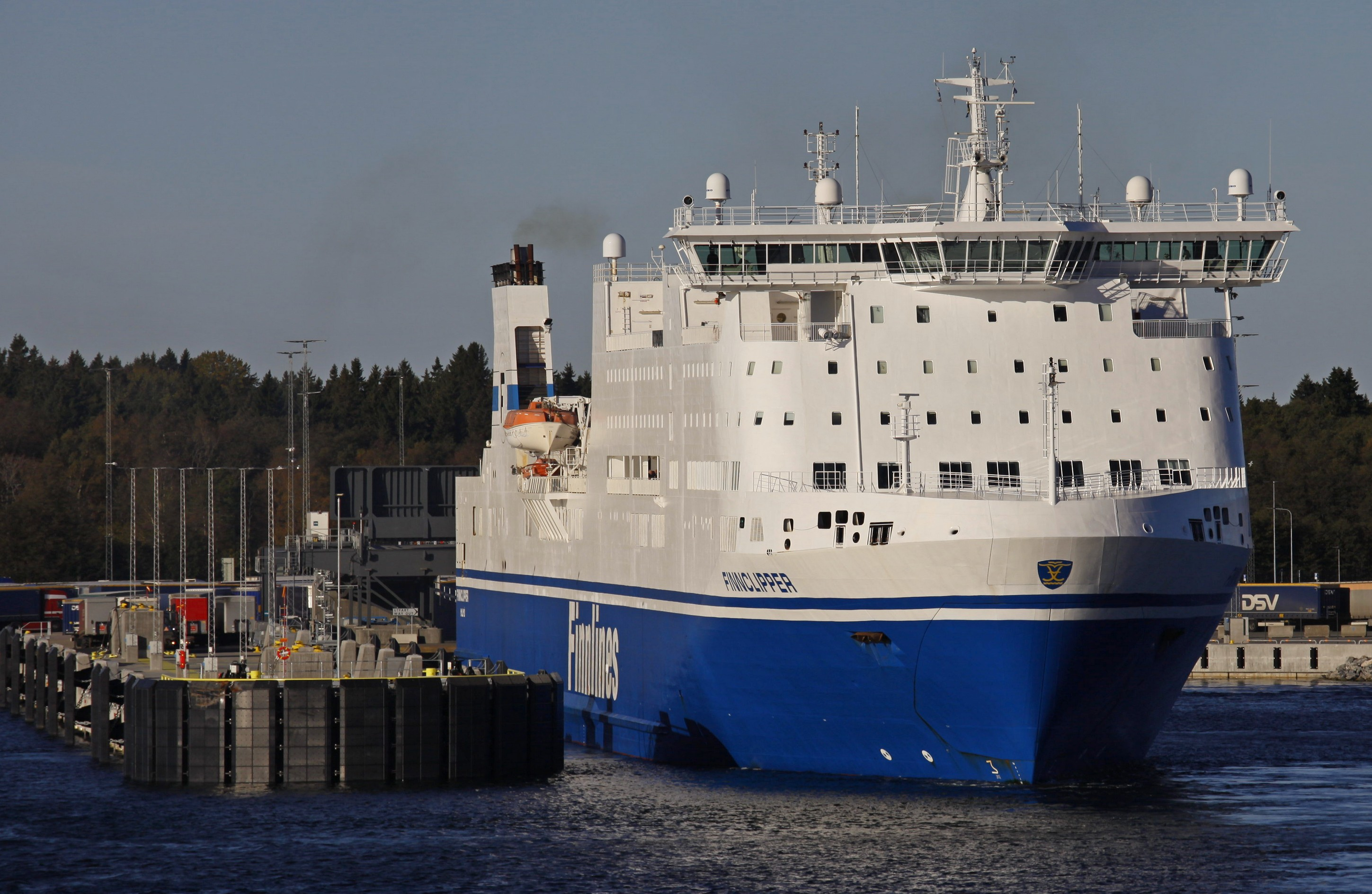
Il Finnclipper in manovra a Kappelskär nel 2016.

Il 10 gennaio 2017 prende servizio nei collegamenti tra Malmö e Travemünde.
Il 12 gennaio 2017 viene noleggiato alla Stena Line ed impiegato dal 15 gennaio al 12 febbraio nei collegamenti tra Rostock e Trelleborg. Dal giorno successivo torna in servizio sulla Malmö-Travemünde.
Il 28 marzo 2017 torna in servizio nei collegamenti tra Naantali, Kappelskär e Långnäs.
Nell'aprile del 2018 viene noleggiato alla Baleària, terminando il servizio per Finnlines l'8 maggio successivo.
Il 9 maggio salpa da Naantali per Algeciras, dove giunge il 15 maggio. 
Il 31 maggio 2018 viene ribattezzato Rosalind Franklin. Da giugno prende servizio nei collegamenti tra Barcellona e Palma di Maiorca.

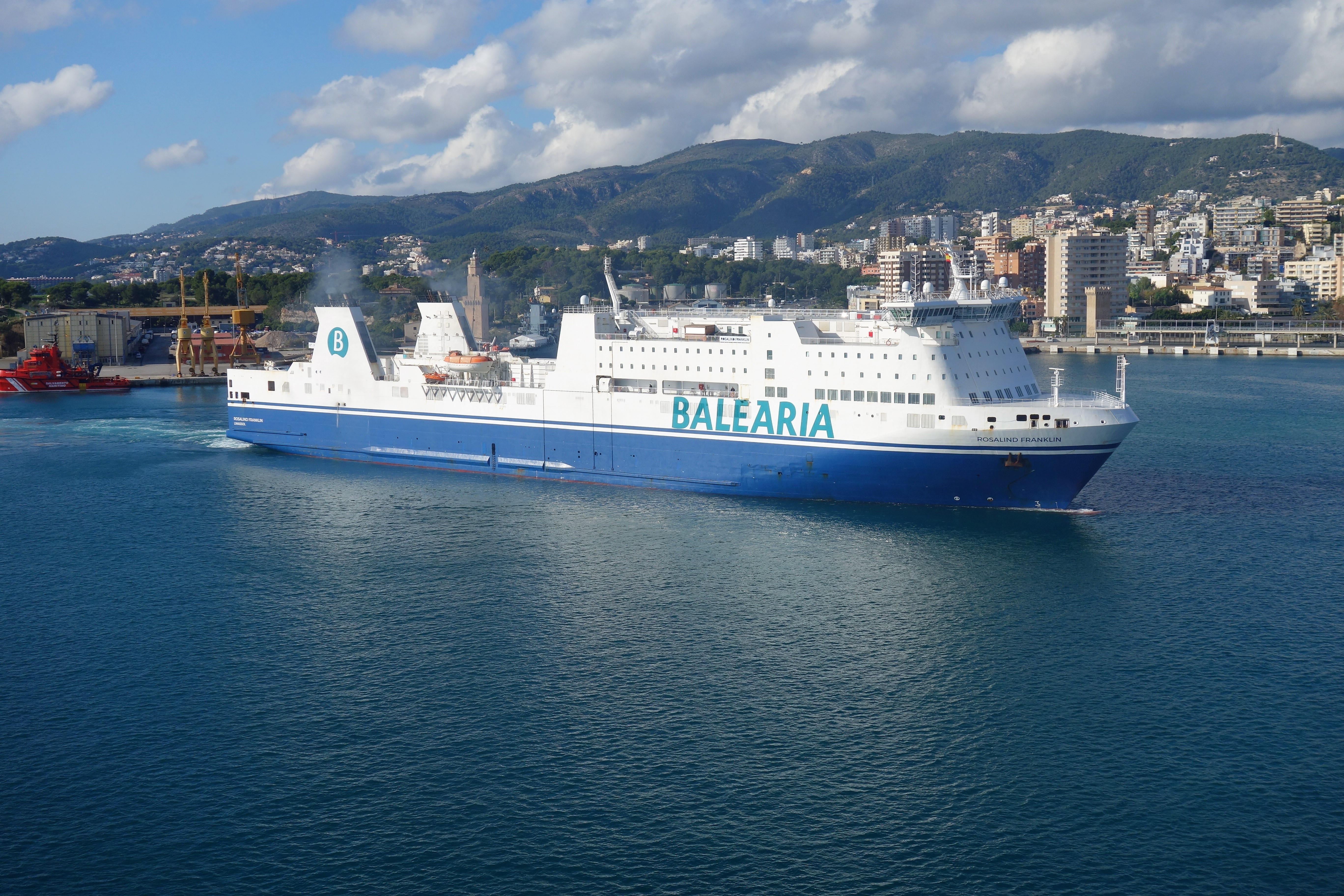
Il Rosalind Franklin in partenza da Palma di Maiorca nel 2018.

Il 30 ottobre 2021 termina il servizio per Baleària e salpa da Valencia per Malmö, dove giunge il 6 novembre successivo.
Il 10 novembre 2021 viene ribattezzato Finnclipper  e l'11 dicembre prende servizio nei collegamenti tra Malmö e Travemünde.
Il 9 febbraio 2022, durante la sosta a Malmö, scoppia un incendio a bordo del traghetto, prontamente domato dall'equipaggio.
Il 19 febbraio 2022 salpa dal porto di Malmö per Piombino, dove giunge il 27 febbraio, montando la tipica livrea Grimaldi Lines.
Il 13 marzo 2022 viene trasferito a Brindisi, dove passa a Grimaldi Lines in sostituzione dell'Euroferry Olympia. Il 17 marzo viene ribattezzato Igoumenitsa ed il 25 aprile prende servizio nei collegamenti tra Brindisi ed Igoumenitsa.

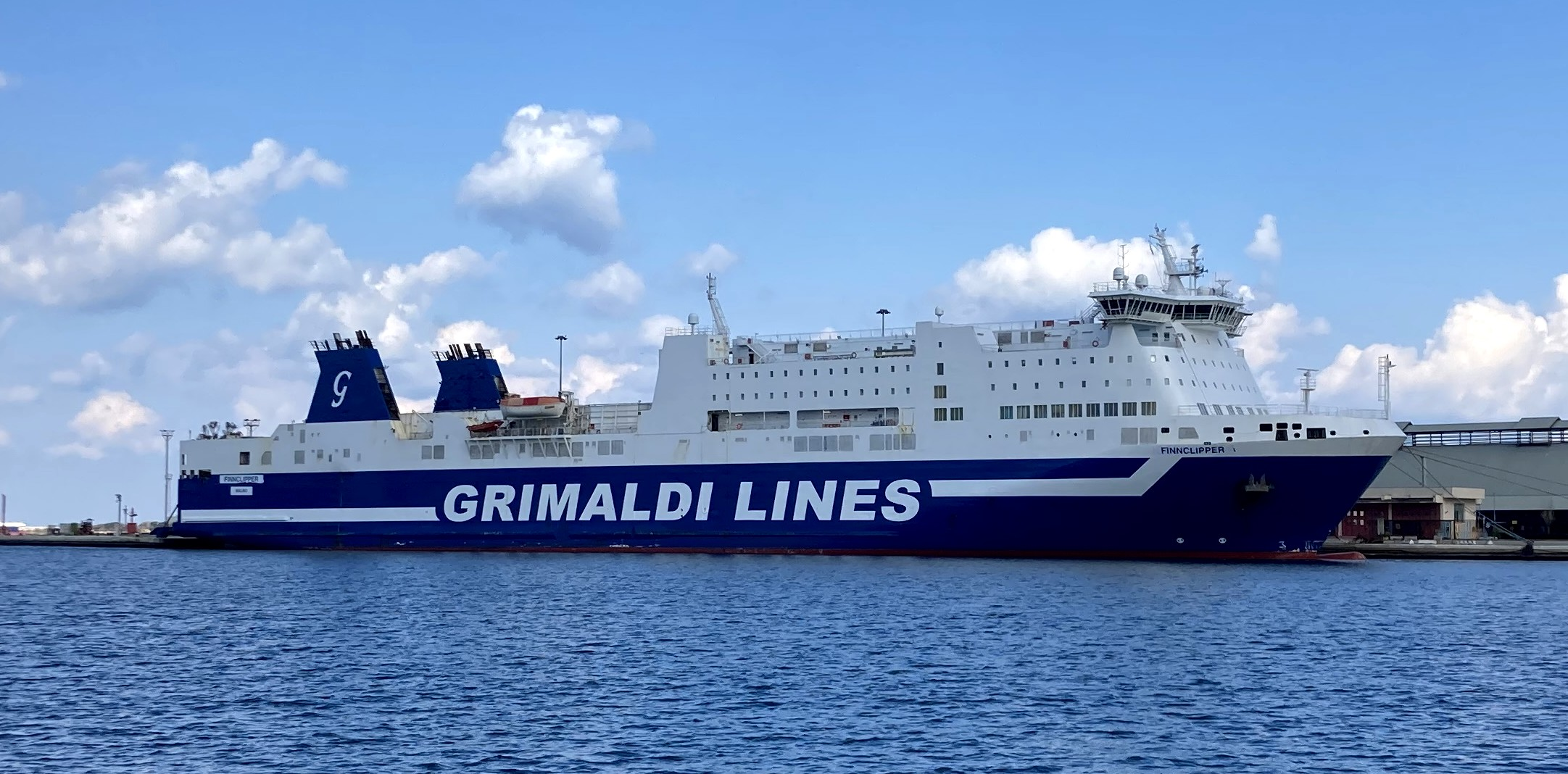
Il Finnclipper ormeggiato a Brindisi nel 2022.

Il 28 febbraio 2024 termina il servizio per Grimaldi Lines ed il 1º marzo salpa per Yalova, dove viene trasferito sotto le insegne della Grimaldi Trasmed.
Il 26 marzo 2024 prende servizio nei collegamenti tra Valencia, Palma di Maiorca e Barcellona, dove opera tutt'oggi.
Il 21 maggio 2024 viene ribattezzato Ciudad de Soller ed issa bandiera spagnola.

## Navi gemelle
- Vizzavona (ex Finneagle)
- Stena Germanica (ex Stena Hollandica)
- Finnfellow (ex Stena Britannica)